# Изненадна и прерана смрт пуковника К. К
„Изненадна и прерана смрт пуковника К.К” је југословенски кратки филм из 1987. године. Режирао га је Милош Радовић који је написао и сценарио.

## Улоге
| Глумац                 | Улога    |
| ---------------------- | -------- |
| Бранислав Цига Јеринић | Пуковник |
| Данило Бата Стојковић  | Мајор    |
| Војислав Воја Брајовић | Капетан  |
| Бранимир Брстина       | Поручник |
| Милутин Мима Караџић   | Официр   |
| Никола Којо            | Редов    |